# Hermann Joseph Muller
Hermann Joseph Muller (New York, 21 december 1890 – Indianapolis, 5 april 1967) was een Amerikaans geneticus.

## Levensloop
Muller werd geboren in New York als zoon van Hermann sr en Franscis Lyons Muller. Hij bezocht de Columbia-universiteit, kreeg daar zijn B.A. in 1910 en zijn Ph.D. in 1916. Hij was leerling van Thomas Hunt Morgan en gaf les aan het Rice Institute in Texas van 1915 tot 1918, in Columbia van 1918 tot 1920, en aan de Universiteit van Texas in Austin van 1920 tot 1932. Hierna verhuisde hij naar Duitsland en later naar Moskou (in 1934?), waar hij geneticus was aan het Instituut voor Genetica, hij bleef daar tot 1937. Hierna verhuisde hij naar Edinburgh.
Terug in de Verenigde Staten werkte hij als hoogleraar aan het Amherst College van 1940-1945. In 1945 werd hij hoogleraar zoölogie aan de Universiteit van Indiana.
Hij baarde opzien met de publicaties van zijn onderzoek (vooral bij de bananenvlieg) over mutaties onder invloed van röntgenstraling (1928) en radioactiviteit (1930). Zijn methode om spontane mutaties te herkennen leidde tot een techniek om kunstmatig mutaties op te wekken door middel van röntgenstralen. Voor deze ontdekking kreeg hij in 1946 de Nobelprijs voor de Fysiologie of Geneeskunde. In 1955 was hij een van de elf die het Russell–Einsteinmanifest tekenden. In 1958 ontving hij de Darwin-Wallace Medal van de Linnean Society of London.
Hij formuleerde als eerste de gen-hypothese, die ervan uitgaat dat bij het ontstaan van het leven op aarde eerst de moleculen met erfelijke informatie gevormd zijn.
Later hield hij zich bezig met onderzoek van de invloed van ioniserende straling van kunstmatige atomen (radionucliden) op de menselijke genen, wat hem leidde tot de overtuiging dat het moderne atoomonderzoek binnen afzienbare tijd tot ziekte en dood van de gehele mensheid zou leiden, mede door de grote hoeveelheden radioactief afval.
Muller was een voorstander van de eugenetica en lanceerde het voorstel tot oprichting van spermabanken.

## Werk
- Modern Concept of Nature (SUNY Press, 1973). ISBN 0-87395-096-8
- Man's Future Birthright (SUNY Press, 1973). ISBN 0-87395-097-6